# Juan González de Munébrega
Juan González de Munébrega (Munébrega, antes de 1536 — Munébrega, 1567) fue un canónigo e inquisidor español que desempeñó el cargo de obispo de Tarazona desde el año 1547 hasta su muerte.

## Biografía
Juan González nació en la localidad de Munébrega (España). Comenzó en el seno de la Iglesia católica como canónigo de la Iglesia del Santo Sepulcro de Calatayud y, más tarde, como canónigo de la Catedral de Santa María de Lugo.
Alcanzó la dignidad de provisor en el obispado de Mondoñedo y, posteriormente, obtuvo plaza de inquisidor, desempeñando este cargo en Cerdeña, Valladolid, Sevilla —desde donde aprovechó para combatir a protestantes de toda Andalucía—, Cuenca y Valencia —ciudad en la que se sabe que residía hacia el año 1541, siendo canciller de competencias de la ciudad y del reino homónimos—.
También fue nombrado visitador en Cataluña y en los condados del Rosellón y de Cerdaña.
En 1547 fue nombrado obispo de Tarazona. Asumió el cargo sin renunciar por ello a su tarea de inquisidor, la cual continuó desempeñando hasta el año 1561, permaneciendo por un periodo de tres años en Sevilla para continuar persiguiendo las desviaciones heréticas en territorio andaluz. Su mandato se vio caracterizado por los pleitos con Calatayud, y en lo artístico por el inicio de importantes obras de remodelación, constructivas y ornamentales, en la antigua fortaleza medieval de la Zuda turiasonense, destacando también la remodelación del palacio episcopal.